# کوت مبارک
کوت مبارک (به انگلیسی: Kot Mubarak) یک شهرک در پاکستان است که در ناحیه دیره غازی خان واقع شده‌است. کوت مبارک ۲۰۲ متر بالاتر از سطح دریا واقع شده‌است.